# Пригара, Мария Аркадьевна

Памятная доска в Киеве

Пригара Мария Аркадьевна (укр. Марія Аркадіївна Пригара; 7 [20] февраля 1908, Москва — 8 сентября 1983, Киев) — советская украинская писательница, поэтесса, переводчица, лауреат Национальной премии Украины им. Тараса Шевченко (1983).

## Биография
Родилась 7 (20) февраля 1908 года в Москве в семье служащего.
Вместе с родителями переехала на Украину, жила в Кривом Роге, Киеве, Белой Церкви.
В 1924 году переехала в Одессу и поступила в Одесский институт народного образования (ныне Одесский национальный университет имени И. И. Мечникова), перевелась и в 1931 году окончила Киевский институт народного образования.
Работала в газете «Пролетарская правда», в ряде издательств. Во время Великой Отечественной войны находилась в эвакуации в Саратове, работала на радиостанции имени Т. Г. Шевченко.
В 1945—1950 годах была заместителем редактора ежемесячного украинского литературно-художественного журнала для детей «Барвинок».
Умерла 8 сентября 1983 года в Киеве.

## Творческая деятельность
В конце 1924 году в одесской газете «Красная степь» было напечатано её первое стихотворение «Повстанец». Первые книжки для детей были опубликованы в 1929 году.
Автор многих книжек, на которых воспитано несколько поколений украинских детей. Основная тема произведений — любовь к родине, её истории и природе.
Книги стихов для детей:
- «Весна на селе» (1929);
- «Детский садик» (1929);
- «Товарищ урожай» (1932);
- «Товарищ Киров» (1935);
- «Челюскинцы» (1935);
- «Красная конница» (1938);
- «Наши друзья» (1943);
- «Иринка» (1944);
- «Братья» (1952);
- «Сказки» (1956);
- «Мы любим солнце и весну» (1960);
- «Город чудес» (1962);
- «Казак Голота» (1966);
- «Ручьи» (1968);
- «Михайлик — джура казацкий»;
- «Из неволи»;
- «Как три брата из Азова убегали»;
- «Маруся Богуславка»;
- «Течёт Днепр в синее море»;
- и другие.

Лирика, созданная в годы Великой Отечественной войны, отразила мысли и чувства советской женщины, самоотверженным трудом в тылу, вместе с мужчинами-воинами приближала День Победы.
Книги лирических стихов:
- «Дорогой войны» (1944);
- «Накануне» (1947);
- «Сёстры» (1948);
- «Надвечір’я» (1977).

Переводила на украинский с польского, которым владела в совершенстве, и русского языков: роман «Фараон» Болеслава Пруса, поэму Николая Некрасова «Кому на Руси жить хорошо», романы и повести Ванды Василевской «Огни на болотах», «Радуга», «Просто любовь», «Комната на чердаке», «Песня над водами», романы Владислава Реймонта «Селяне», Элизы Ожешко «Хам», Ежи Путрамента «Развилка».

## Награды
- Премия имени Леси Украинки (1979) — за книгу «Избранные произведения: в 2-х томах» (1978);
- Государственная премия УССР имени Т. Г. Шевченко (1983) — за историческую повесть «Казак Голота» (1966).

## Память
- В Киеве на доме, в котором проживала Мария Пригара, установлена памятная доска.